# 16 Levers de soleil
 (août 2018).
Si vous disposez d'ouvrages ou d'articles de référence ou si vous connaissez des sites web de qualité traitant du thème abordé ici, merci de compléter l'article en donnant les références utiles à sa vérifiabilité et en les liant à la section « Notes et références ».
Pour plus de détails, voir Fiche technique et Distribution.
16 Levers de soleil est un documentaire français coproduit et réalisé par Pierre-Emmanuel Le Goff, sorti en 2018.

## Synopsis
Le 17 novembre 2016, Thomas Pesquet effectue sa première mission à bord de la Station spatiale internationale. En orbite à 400 kilomètres de la Terre, il dresse un parallèle avec l’œuvre de Saint-Exupéry qu’il a emportée dans la station spatiale.
Dans le film, le réalisateur Pierre-Emmanuel Le Goff confie sa statuette du Petit Prince à Thomas Pesquet pour qu'il l'emmène dans la station spatiale internationale avec les œuvres complètes de Saint-Exupéry. L'astronaute l'a rapportée sur Terre à son retour, après 196 jours passés dans l'espace.

## Fiche technique
Sauf indication contraire, les informations mentionnées dans cette section peuvent être confirmées par la base de données cinématographiques IMDb,  présente dans la section « Liens externes ».
- Titre original : 16 Levers de soleil
- Réalisation : Pierre-Emmanuel Le Goff
- Musique : Guillaume Perret
- Photographie : Matthias Bolliger
- Son : Géraud Bec
- Montage : Pierre-Emmanuel Le Goff et Julien Munschy
- Production : Natacha Delmon Casanova, Pierre-Emmanuel Le Goff et Guilhem Olive
  - Production exécutive : Richard Heyraud[réf. nécessaire]
- Sociétés de production : La Vingt-Cinquième Heure ; Prospect TV (coproduction)
- Société de distribution : La Vingt-Cinquième Heure Distribution (France)
- Pays de production :  France
- Langue originale : français
- Format : couleur - 2,35:1 - Dolby numérique
- Genre : documentaire
- Durée : 117 minutes
- Dates de sortie :
  - France : 3 octobre 2018 (sortie nationale)

## Distribution
Sauf indication contraire, les informations mentionnées dans cette section peuvent être confirmées par la base de données cinématographiques IMDb,  présente dans la section « Liens externes ».
- Thomas Pesquet : lui-même
- Peggy Whitson : elle-même
- Oleg Novitski : lui-même
- Fiodor Iourtchikhine : lui-même[réf. nécessaire]
- Jack Fisher : lui-même[réf. nécessaire]
- Robert Kimbrough : lui-même[réf. nécessaire]
- Anne Mottet : elle-même[réf. nécessaire]
- Donald Trump : lui-même[réf. nécessaire]

## Production

### Développement et genèse
16 Levers de soleil est le premier long métrage réalisé à partir de prises de vues en 6K tournées dans l’espace, grâce à la participation de Thomas Pesquet et ses équipiers pendant leur mission.

### Tournage
Le tournage s'est déroulé sur près de deux ans, commençant plus d'un an avant le décollage de Thomas Pesquet depuis le cosmodrome de Baïkonour. Durant la mission spatiale, le réalisateur était en contact par mail avec l'astronaute pour lui donner des directives sur les séquences à tourner. Anne Mottet, la compagne de Thomas Pesquet, était aussi impliquée, le réalisateur l'ayant sollicitée pour filmer ses échanges en visiophonie avec son compagnon dans la station spatiale internationale.[réf. nécessaire]
La séquence de sortie extravéhiculaire a été tournée à l'aide d'une caméra protégée par un dispositif lui permettant de résister à des variations de températures comprises entre -100 °C et +150 °C.[réf. nécessaire]

### Postproduction
La postproduction a nécessité de visionner plusieurs centaines d'heures de rushes filmés par les caméras de surveillance de la station spatiale internationale.[réf. nécessaire]
L'ensemble des plans utilisés dans le film ont nécessité un traitement particulier pour "effacer" les pixels morts des capteurs des caméras, conséquence du rayonnement cosmique subi en permanence par les astronautes dans la station spatiale internationale.[réf. nécessaire]

### Musique
Pierre-Emmanuel Le Goff fait appel au saxophoniste et compositeur Guillaume Perret pour la bande originale du film. Le morceau Into the Infinite est interprété par l’astronaute Thomas Pesquet lui-même à bord de la Station spatiale internationale avec son propre saxophone, livré quelques semaines plus tôt par cargo spatial[réf. nécessaire].
Les morceaux sont composés à partir des vrais sons de la station spatiale internationale et des enregistrements des vibrations de étoiles et du chant des planètes enregistrés par les capteurs électromagnétiques de la sonde Voyager.[réf. nécessaire]

## Festivals
16 Levers de soleil est présenté le 15 mai 2018 en clôture du « Doc Day » du marché du film au Festival de Cannes, consacré aux documentaires. Il sort en France le 3 octobre 2018.
Le film est également projeté dans le cadre de l'édition 2018 du Festival du film francophone d'Angoulême, le 24 août 2018 au cinéma CGR d’Angoulême ; séance animée en présence du réalisateur Pierre-Emmanuel Le Goff et du spationaute Jean-François Clervoy.
Liste des sélections en festivals :
- Alliance Française French Film Festival in Australia 2021
- Festival international du film de Vilnius - 2020 ;
- Festival d'Astronomie de Fleurance, France - 2020 ;
- Prix du meilleur Documentaire, Dumbo Film Festival Brooklyn, États-Unis - 2020 ;
- Millenium Docs Against Gravity Festival, Pologne - 2020 ;
- Dokumentart Festival, Neubrandenbourg, Allemagne, 2019
- Festival World of Knowledge, Saint Petersbourg, Russie, 2019
- Festival du Film Français, Quito, Equateur, 2019
- Green Film Festival, San Francisco, Etats-Unis, 2019
- Prix d'honneur, Des Etoiles et des Ailes, Toulouse, 2019
- Festival De l’Écrit à l’Écran, Montélimar, 2019
- Festival Astronomie de Fleurance, Fleurance, 2019
- Reel Earth Environmental Film Festival, Palmerston North, Nouvelle-Zélande, 2019
- International Environmental Film Festival Cinema Planeta, Cuernavaca, Mexico, 2019 (Film d'ouverture)
- Festival de l'air et de l'espace Big Bang, Saint-Médard-en-Jalles, 2019
- Festival Sciences & musique, Bischwiller, France, 2019
- Festival International des Scénaristes de Valence, 2019
- Festival Ecrans du réel, Beirut, Liban, 2019
- CPH:DOX* / Festival International du film documentaire, Copenhague, Danemark, 2019
- Nuit des Idées, Instituts français, 2019
- Biennale des Imaginaires Numériques, Toulon, 2019
- Festival Pariscience, Paris, 2018
- Festival des Nouvelles Explorations, Royan, 2018
- Festival Cineglobe, Genève, Suisse, 2018
- Festival International du Film Politique, Carcassonne, 2018
- Festival du Film Francophone d'Angoulême - 2018
- Festival Cinéma et Musique de Film de La Baule - 2018
- Festival Atmosphères, Courbevoie - 2018
- Festival du film Politique de Carcassonne - 2018
- Festival Paris Paradis, Paris - 2018
- Festival du film documentaire 50/1, Saint-Quentin en Yvelines - 2018
- Festival des Nouvelles Explorations, Royan - 2018
- Festival de Cannes - film de clôture du Doc Day - 2018